# Campidano
Il Campidano (pron. Campidàno, Campidànu in sardo) è la più vasta pianura della Sardegna, situata nella porzione sud-occidentale dell'isola, compresa all'incirca tra i 40° e i 39° di latitudine nord e gli 8°30' e i 9° di longitudine est.

## Descrizione
Geologicamente il Campidano è una fossa tettonica composta da un sistema di faglie distensive che provocarono lo sprofondamento di una parte della crosta terrestre. Questo movimento tettonico viene fatto risalire all'intervallo di tempo geologico medio Pliocene – inizio Pleistocene, circa da 4 a 2 milioni di anni fa. Fu associato a importanti eventi effusivi, dopodiché la fossa fu interessata da fenomeni di sedimentazione alluvionale che apportarono uno spessore di circa 600 metri di sedimenti continentali e deltizi.
Tradizionalmente è suddiviso nelle subregioni del Campidano di Cagliari, Campidano di Sanluri e Campidano di Oristano. Attraversa la città metropolitana di Cagliari, la provincia del Medio Campidano e la provincia di Oristano. All'estremo meridionale è collocata la città di Cagliari. Gli ultimi comuni del Campidano oristanese sono San Vero Milis e Milis; il comune di Narbolia, molto vicino ad entrambi, è considerato parte del Montiferru, pur essendo campidanesofono. L'ultimo paese costruito con la tecnica tradizionale tipica detta del làdiri (mattone di terra cruda, in lingua sarda) è San Vero Milis. 
Fertilissima, già dai tempi degli antichi Sardi e dei Romani la pianura era coltivata in modo intensivo a grano e vitigni. I colonizzatori vi importarono con le loro navi la zanzara di tipo anofele che diffuse la malaria, che restò una piaga per ben due millenni e limitò fortemente la vita degli abitanti. Le bonifiche avviate nel Novecento riportarono il Campidano a piena salubrità e abitabilità, ed oggi gli stagni, dove sostano i fenicotteri rosa, sono centri di conservazione di biodiversità. Nella porzione settentrionale, attorno alla città di Oristano, vi sono anche importanti risaie.
In questa zona sfocia il fiume Tirso, il più lungo della Sardegna.
Gli abitanti sono detti campidanesi, e la lingua è il sardo nella sua varietà chiamata sardo campidanese.
Il campidano è anche un vino rosso di produzione locale.